# Halle Stirde
Halle Stirde var enligt Ohlmarks "en isländsk skald som diktade om Harald Hårdråde av Norge vid mitten av 1000-talet. Endast föga finns bevarat av hans diktning."